# Елбасан (вилает Истанбул)
Вижте пояснителната страница за други значения на Елбасан.
Елбасан (на турски: Elbasan; на гръцки: Ελμπασάν) е село в Източна Тракия, Турция, Вилает Истанбул, Околия Чаталджа.

## География
Селото се намира на 4 километра западно от околийския център Чаталджа. Населението му е от 701 души (2010).

## История
В 19 век Елбасан е гръцко село в Цариградския вилает на Османската империя. През 1922 година след краха на Гърция в Гръцко-турската война жителите на Елбасан се изселват в Гърция по силата на Лозанския договор. Около 80 семейства от Елбасан са настанени в кукушкото село Бубакево.

## Личности
Починали в Елбасан
- Иван Данаджиев Георгиев, български военен деец, капитан, загинал през Балканската война на 12 март 1913 година[4]